# Burton Gilliam

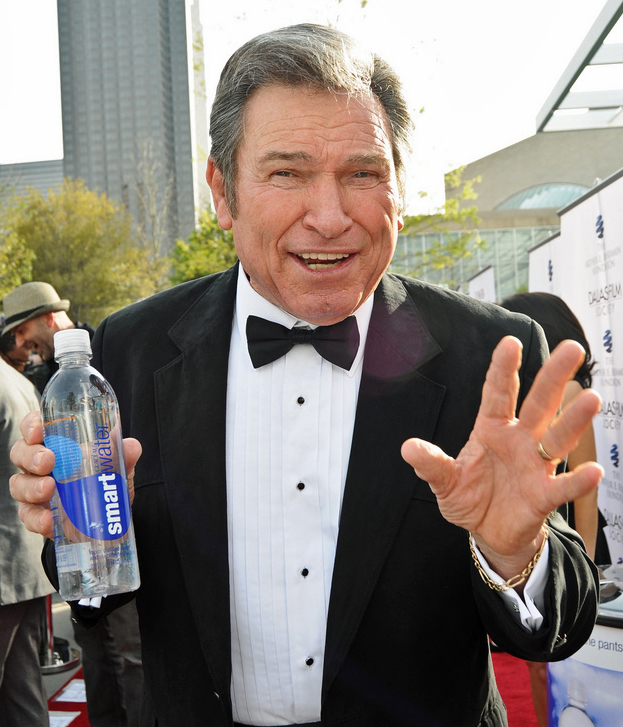
Burton Gilliam (2011)

Burton Gilliam (* 9. August 1938 in Dallas, Texas) ist ein US-amerikanischer Schauspieler.

## Leben und Karriere
Burton Gilliam war zunächst 14 Jahre als Feuerwehrmann tätig, bevor er Schauspieler wurde. Sein Filmdebüt erfolgte im Jahr 1973 in Peter Bogdanovichs Komödie Paper Moon. Gilliam hatte sich auf eine Zeitungsanzeige, die nach Statisten für Paper Moon suchte, gemeldet, um ein bisschen Geld zu verdienen und möglicherweise Stars zu treffen. Regisseur Bogdanovich mochte ihn und gab ihm in Paper Moon eine substanzielle Nebenrolle als schmieriger Empfangschef eines Hotels. Diese Rolle war der Startschuss für die Karriere von Gilliam, der anschließend nach Hollywood zog und dort die nächsten 23 Jahre lebte.
Seitdem war er in über 90 Film- und Fernsehproduktionen zu sehen, wobei er oft ländliche Typen oder Schurken verkörperte. In Mel Brooks’ Komödienklassiker Der wilde wilde Westen hatte er 1974 eine profilierte Nebenrolle als rassistischer Vorarbeiter Lyle. Zu seinen späteren Rollen zählen der Korporal Strock in der Miniserie Fackeln im Sturm und ein Waffenverkäufer in Zurück in die Zukunft III. In der US-Sitcom Daddy schafft uns alle verkörperte er zwischen 1990 und 1994 eine feste Nebenrolle als Virgil.
Gilliam lebt mit seiner Ehefrau Susan nahe seiner Heimatstadt Dallas, das Paar hat zwei Kinder.

## Filmografie (Auswahl)
- 1973: Paper Moon
- 1973: Cannon (Fernsehserie, Folge 3x08 Ein perfektes Alibi)
- 1974: Der wilde wilde Westen (Blazing Saddles)
- 1974: Die Letzten beißen die Hunde (Thunderbolt and Lightfoot)
- 1975: At Long Last Love
- 1975: Fahr zur Hölle, Liebling (Farewell, My Lovely)
- 1975: Ins Herz des wilden Westens (Hearts of the West)
- 1975: Die Nacht, als die Marsmenschen Amerika angriffen (The Night That Panicked America, Fernsehfilm)
- 1975: Die Waltons (The Waltons, Fernsehserie, Folge 4x12 Entfremdung)
- 1976: Mein Name ist Gator (Gator)
- 1976–1978: Imbiss mit Biss (Alice, Fernsehserie, 3 Folgen)
- 1977: Ein anderer Mann – eine andere Frau (Another Man, Another Chance)
- 1977: Drei Engel für Charlie (Charlie’s Angels, Fernsehserie, Folge 2x03)
- 1977: Telefon
- 1978: Der schwarze Sheriff (Lawman Without a Gun, Fernsehfilm)
- 1978–1979: Durch die Hölle nach Westen (How the West Was Won, Fernsehserie, 3 Folgen)
- 1979: Soap – Trautes Heim (Soap, Fernsehserie, 2 Folgen)
- 1979: Ein Mann kämpft allein (The Jericho Mile, Fernsehfilm)
- 1979/1982: Ein Duke kommt selten allein (The Dukes of Hazzard, Fernsehserie, 2 Folgen)
- 1980: Onkelchens Erbe (The Girl, the Gold Watch and Everything, Fernsehfilm)
- 1983: Knight Rider (Fernsehserie, Folge 1x20)
- 1983: Das A-Team (The A-Team, Fernsehserie, Folge 1x13 Ärger im vierten Monat)
- 1983: Foxfire Light
- 1983: Ein Colt für alle Fälle (The Fall Guy, Fernsehserie, Folge 3x04)
- 1984: Der Ninja-Meister (The Master, Fernsehserie, Folge 1x07)
- 1985: Fletch – Der Troublemaker (Fletch)
- 1986: Das abenteuerliche Leben des John Charles Fremont (Dream West, Miniserie)
- 1986: Fackeln im Sturm (North and South, Miniserie, 2 Folgen)
- 1986: Convicted – Unschuldig schuldig (Convicted, Fernsehfilm)
- 1987: Nachtakademie (The Underachievers)
- 1988: Red River (Fernsehfilm)
- 1990: Mein Vater ist ein Außerirdischer (Out of This World, Fernsehserie, Folge 3x18)
- 1990: Zurück in die Zukunft III (Back to the Future Part III)
- 1990: The Terror Within II – Die Gene schlagen zurück (The Terror Within II)
- 1990–1993: Daddy schafft uns alle (Evening Shade, Fernsehserie, 24 Folgen)
- 1992: Earthquake – Inferno des Wahnsinns (Quake)
- 1992: … aber nicht mit meiner Braut – Honeymoon in Vegas (Honeymoon in Vegas)
- 1994: Getaway (The Getaway)
- 1995: Im Netz der Leidenschaft (Victim of Desire)
- 1995: Gorilla auf der Flucht (Born to Be Wild)
- 1995: Wild Bill
- 1997: Ein toller Käfer kehrt zurück (The Love Bug, Fernsehfilm)
- 1999: Soccer Dog – Ein Hund bleibt am Ball (Soccer Dog: The Movie)
- 1999: Sliders – Das Tor in eine fremde Dimension (Sliders, Fernsehserie, Folge 4x18)
- 1999: Walker, Texas Ranger (Fernsehserie, Folge 8x06 Die Entführung der Lynn-Schwestern)
- 2001: The Journeyman
- 2006: Inspector Mom (Fernsehfilm)
- 2009: Fire from Below – Die Flammen werden dich finden (Fire From Below)
- 2010: The Good Guys (Fernsehserie, Folge 1x13)
- 2014: The Wisdom to Know the Difference
- 2017: The Lucky Man